# Cadecoppi
Cadecoppi (La Cà di Cóp in dialetto modenese) é una frazione del comune di Camposanto, in provincia di Modena.
Situata lungo la strada provinciale 2 "via Panaria", sulla riva sinistra del fiume Panaro, ha una popolazione di 60 abitanti.

## Storia

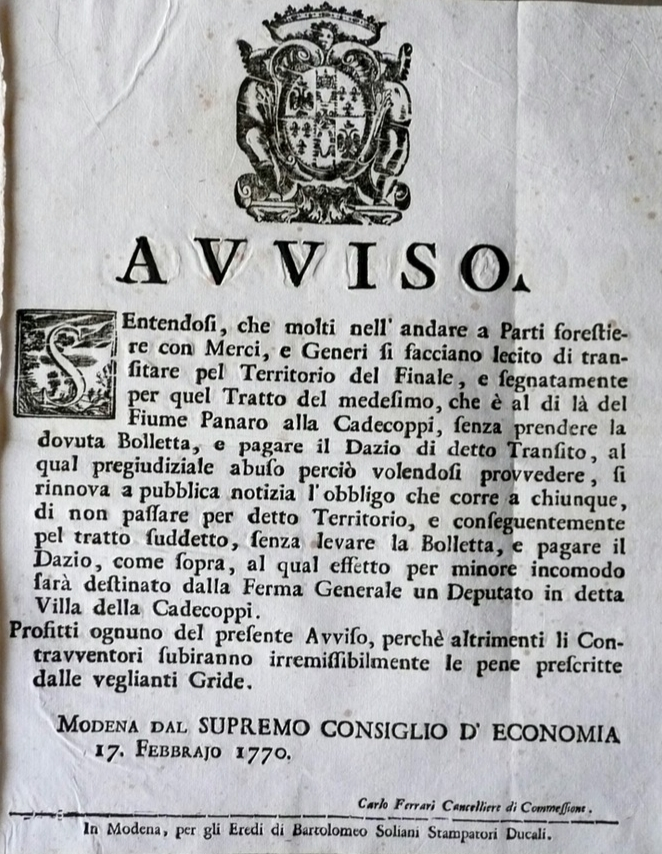
Avviso per il pagamento del dazio nella villa della Cadecoppi (1770)

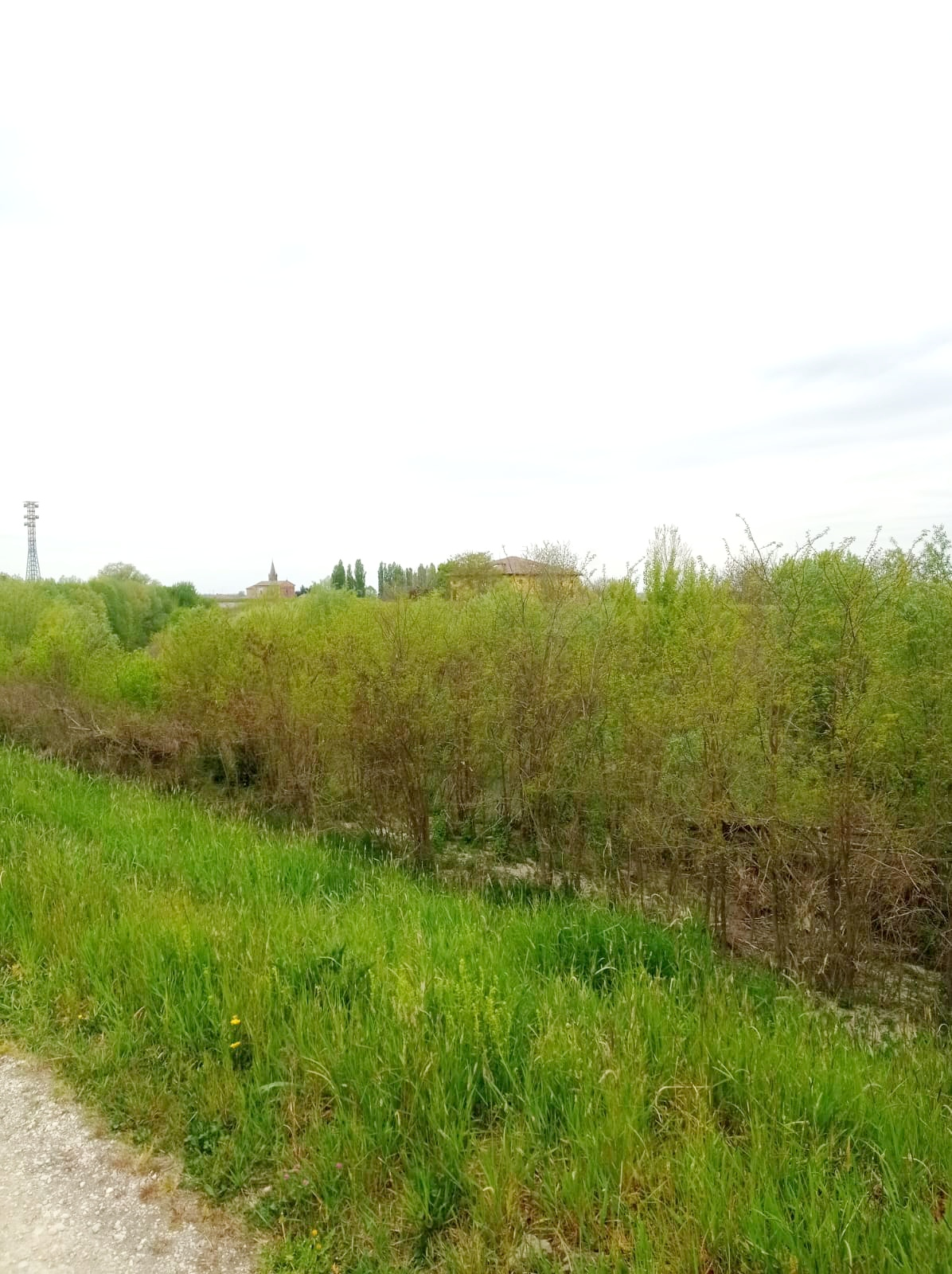
Cadecoppi dall'argine della sponda opposta del Panaro

Nel 1227 il Comune di Modena fece costruire una torre di guardia lungo la riva del fiume Naviglio (oggi chiamato Panaro), nella zona chiamata Volta del Torrione (o della Torre), vicina all'odierna chiesa parrocchiale. La località segnò il confine tra i territori di Modena e Bologna fino all'unità d'Italia.
Tra il 1485 e il 1490, per volontà della contessa Violante Martinengo Rangoni, venne edificata la chiesa di San Girolamo Dottore, appartenente alla diocesi di Modena. L'edificio, ricostruito nel 1708 dal capomastro modenese Giacomo Lucenti con murature in mattone, presenta una facciata a capanna, con portale architravato e sovrastante finestrone rettangolare. L'interno della chiesa presenta volte a tutto sesto e unghiate, mentre lateralmente sono presenti quattro cappelle con soffitto a botte, separate da lesene ioniche; sul fondo vi è un coro semicircolare e il presbiterio. Nella chiesa sono esposti una pala d'altare di Adeodato Malatesta raffigurante San Girolamo, un dipinto di San Francesco d'Assisi realizzato da Luigi Manzini ed è presente la reliquia di un braccio di San Fedele Martire. A lato della chiesa si trova un campanile tripartito, munito di cella campanaria a quattro aperture e con tetto a cuspide piramidale in lamiera, e la sagrestia risalente alla metà del XIX secolo. Nel 1912 venne rifatto il selciato del presbiterio, mentre risale al 1927 la distruzione delle antiche tombe sotterranee a seguito del rinnovamento del pavimento della chiesa. A seguito del Concilio Vaticano II, nel 1968 venne rifatto l'altare, eliminata la balaustra marmorea, sostituite le vetrate e sistemato il battistero.
Il 21 novembre 1524 è registrata un'inondazione dovuta alla rottura dell'argine del Panaro a Cadecoppi.
Nel 1788 era presente una popolazione residente di 410 persone, mentre nel 1847 vi erano 1 328 abitanti.